# Fleury-les-Aubrais
Fleury-les-Aubrais este un oraș în Franța, în departamentul Loiret, în regiunea Centru. Face parte din aglomerația orașului Orléans.
1. ↑  répertoire géographique des communes, accesat în 26 octombrie 2015
2. ↑  dataset of postal codes in France, 1 octombrie 2018